# Rawa Selapan
Rawa Selapan is een bestuurslaag in het regentschap Lampung Selatan van de provincie Lampung, Indonesië. Rawa Selapan telt 3962 inwoners (volkstelling 2010).